# Abbazia di Santa Maria alla Croce
L'abbazia di Santa Maria alla Croce, più comunemente conosciuta come Badia di Tiglieto, è un luogo di culto cristiano cattolico situato all'interno del comune di Tiglieto, nella città metropolitana di Genova. Risale al XII secolo ed ha ospitato la prima comunità di monaci cistercensi al di fuori della Francia. Il sito storico è famoso per il suggestivo paesaggio che lo circonda: il Parco naturale regionale del Beigua, riconosciuto dall’UNESCO come Global Geopark. L'abbazia è di proprietà della famiglia Salvago Raggi. Le visite guidate sono gestite del Parco naturale regionale del Beigua.

## Storia

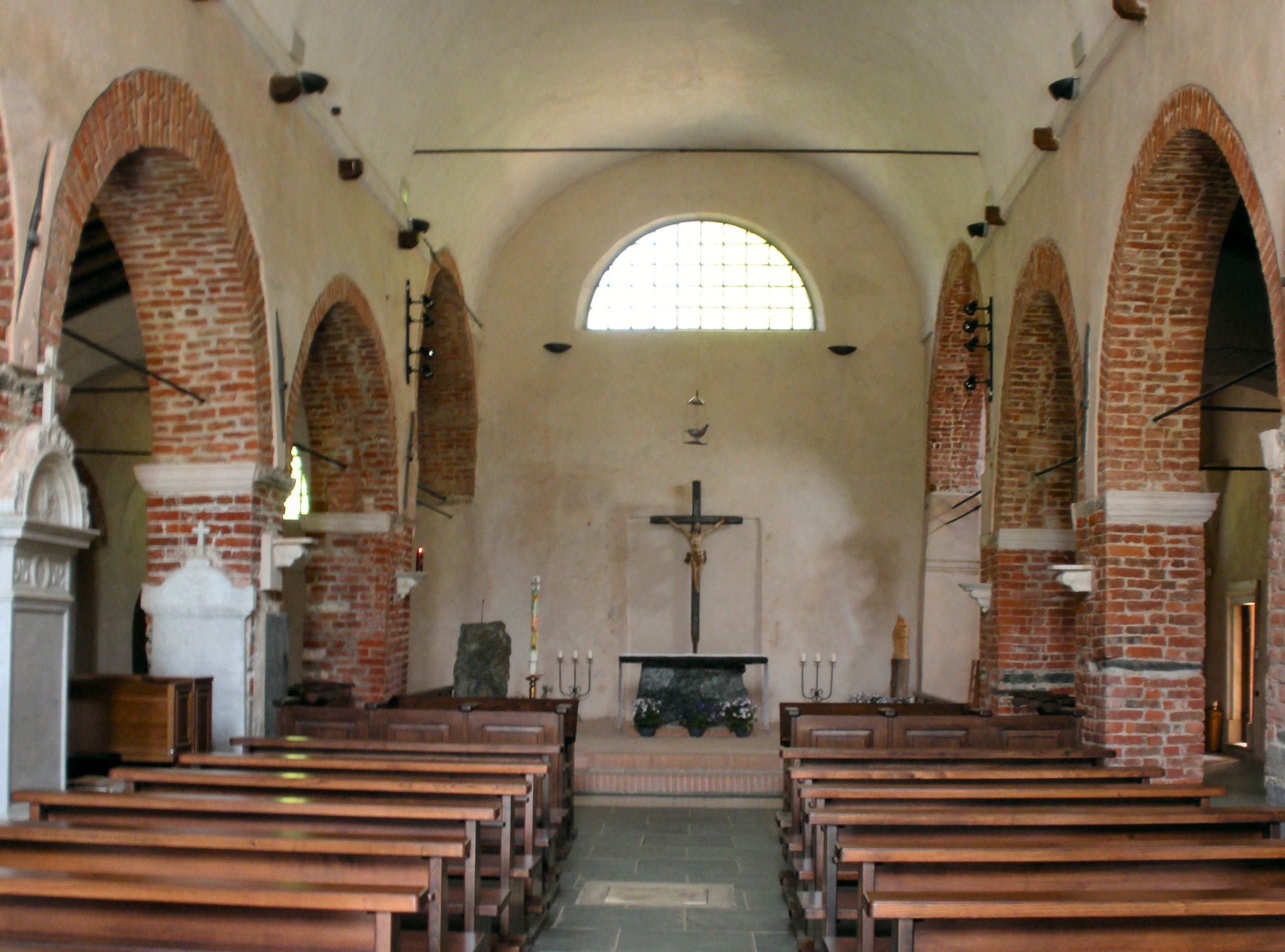
L'interno della chiesa

### La costruzione
L'abbazia fu fondata il 18 ottobre del 1120 da una comunità di monaci provenienti dalla località francese di La Ferté, dando così origine alla prima comunità cistercense in Italia. Non si è conservata una carta di fondazione indicante data e fondatore, ma la datazione è comunque presumibile da documenti scritti nel periodo seguente, dai quali si è potuto dedurre anche i nomi dei principali fondatori e finanziatori, come quello di Anselmo I del Bosco.
La provenienza dei monaci fondatori può essere considerata una delle ragioni per cui lo stile architettonico della struttura si avvicina molto a quello francese.
L'abbazia fu ufficialmente riconosciuta nel 1132 da papa Innocenzo II.

### I cistercensi

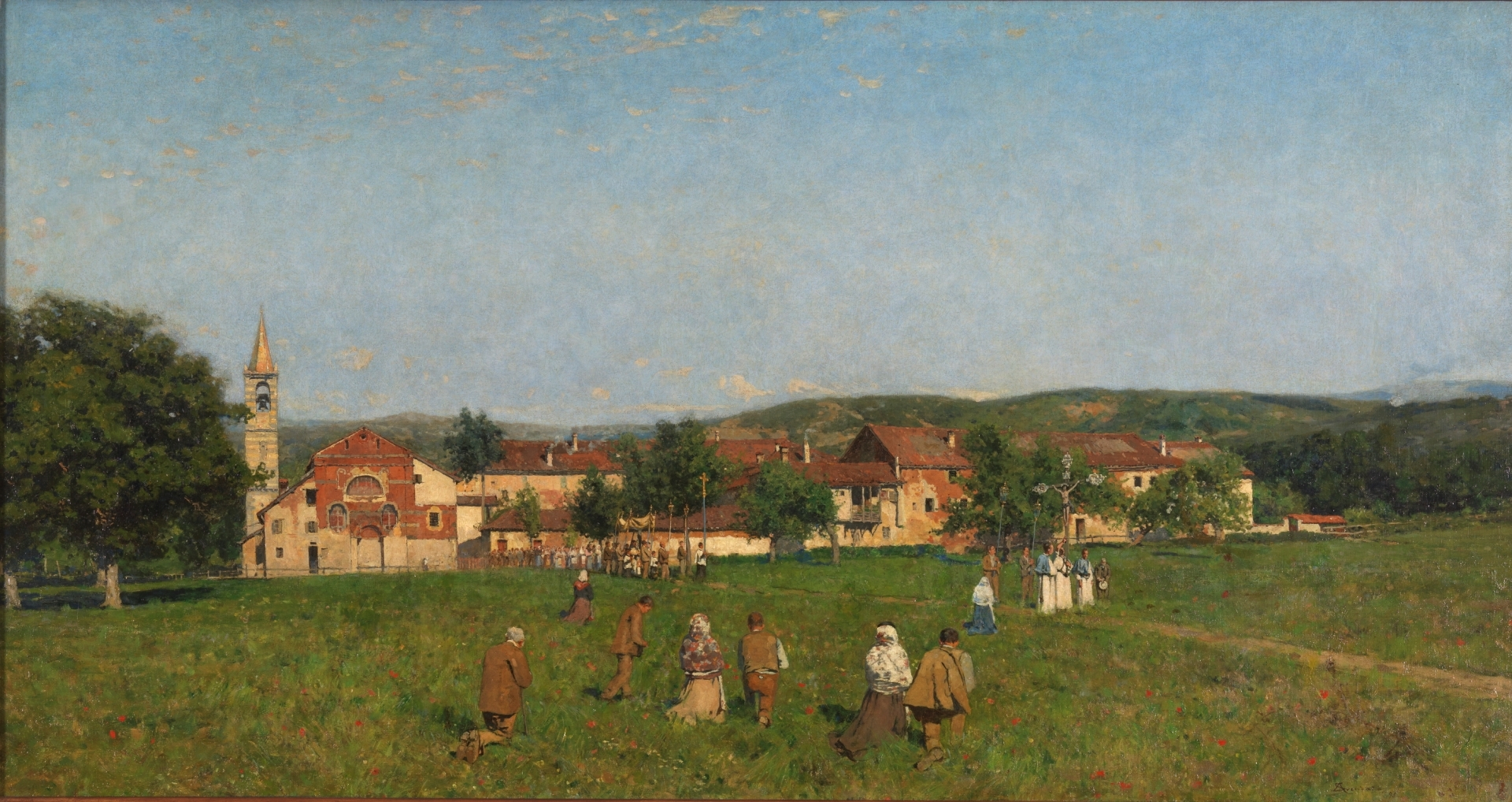
Dipinto Procesión en la abadía de Tiglieto (1895) di Serafín Avendaño Martínez, conservato al museo del Prado.

I monaci cistercensi provenienti dall'abbazia di La Ferté furono guidati dall'abate Pietro, il quale fondò e condusse la badia di Tiglieto. Il richiamo a Maria e alla croce del nome dell'abbazia si collega direttamente con alcuni dei principali elementi dell’ordine cistercense, che fu fondato, costruendo il primo monastero, nel 1098 in Francia, a Citeaux, dal quale deriva il nome dell’ordine. I monaci cistercensi, detti anche "monaci bianchi" per il loro abito bianco, basano il proprio stile di vita sull'allontanamento dal mondo, sul lavoro manuale, sulla preghiera e sulla spiritualità, contraddistinguendosi da molte altre abbazie che spesso, all'epoca, decadevano in corruzione. Lo stile di vita segue in modo molto severo la Regola di san Benedetto. Il movimento monastico fu riconosciuto e approvato da papa Callisto III nel 1119, con la condizione che tutte le comunità cistercensi dovessero essere economicamente autosufficienti.
Tra le varie occupazioni dei monaci durante il loro soggiorno in val d'Orba la più conosciuta è l'agricoltura. Sfruttando il terreno fertile e ricco di risorse della valle, la comunità religiosa iniziò la produzione di vari prodotti alimentari o generalmente provenienti dalle loro coltivazioni. I monaci si impegnarono molto anche nella bonificazione dei boschi della zona e crearono un'agricoltura forestale. Infatti, in un documento risalente al 1127, il marchese di Gavi, Guido, cedette il bosco di Rovereto (probabilmente vicino ad Alessandria) ai monaci.
Tra gli abati della badia vi fu il cistercense Gerardo da Sessa, in un periodo tra il 1203 e il 1210, futuro cardinale e arcivescovo di Milano.

### Epoche e contesti esterni

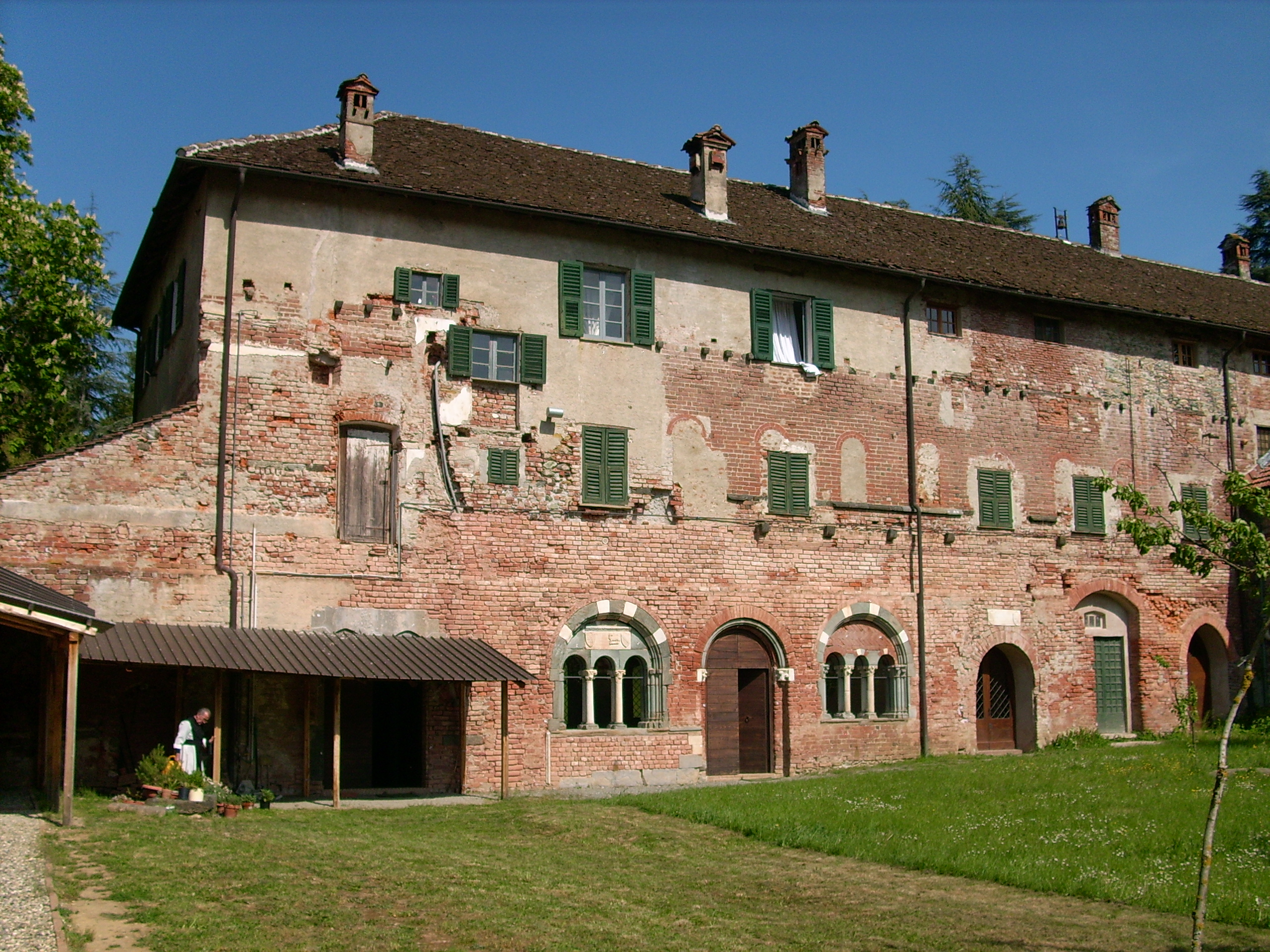
Il complesso monastico

Il terreno sul quale l'abbazia fu fondata, venne donato dalla famiglia degli Obertenghi e da altre famiglie che possedevano grandi terreni nella zona. Nel corso degli anni la badia venne rovinata da conflitti di interessi da parte di persone che volevano impossessarsi dei terreni resi fertili dal duro lavoro dei monaci.
Nel 1635 la badia fu affidata al cardinale Lorenzo Raggi in enfiteusi perpetua (gli furono dati sulla proprietà gli stessi diritti del proprietario). Durante la permanenza della famiglia Raggi la badia venne sottoposta a grandi trasformazioni, tra cui lo spostamento del convento al piano superiore e la sua trasformazione in abitazione, la sostituzione della copertura a capriate di legno con una volta a botte e le volte a crociera per le navate laterali. Durante questo periodo  si combatté un'importante battaglia tra Genovesi e Austriaci. La famiglia dei Raggi intervenne anche in tutta l’area circostante; una delle azioni più importanti fu la deviazione del corso del fiume Orba, con l'obiettivo di fermare i continui allagamenti della piana. Anche la ricostruzione del ponte romanico realizzato in serpentino, il quale oggi viene considerato monumento dalla vista suggestiva, viene attribuita alla famiglia.
Le ultime operazioni di restauro, terminate nel settembre 2016, comportarono la sistemazione e la ricomposizione del chiostro e degli affacci che lo caratterizzano e la rifinitura delle precedenti azioni di restauro.

## Struttura

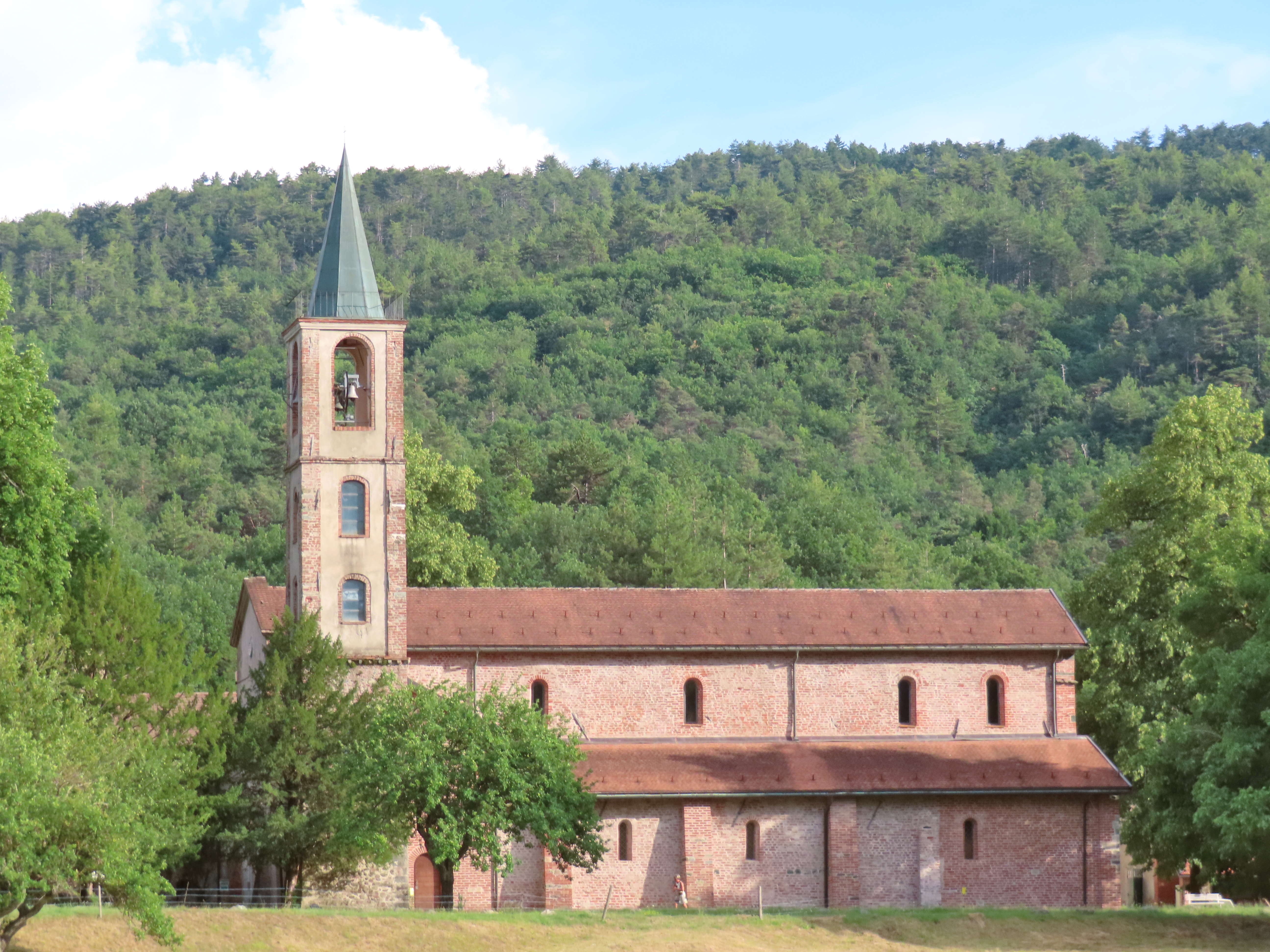
Lato nord della chiesa

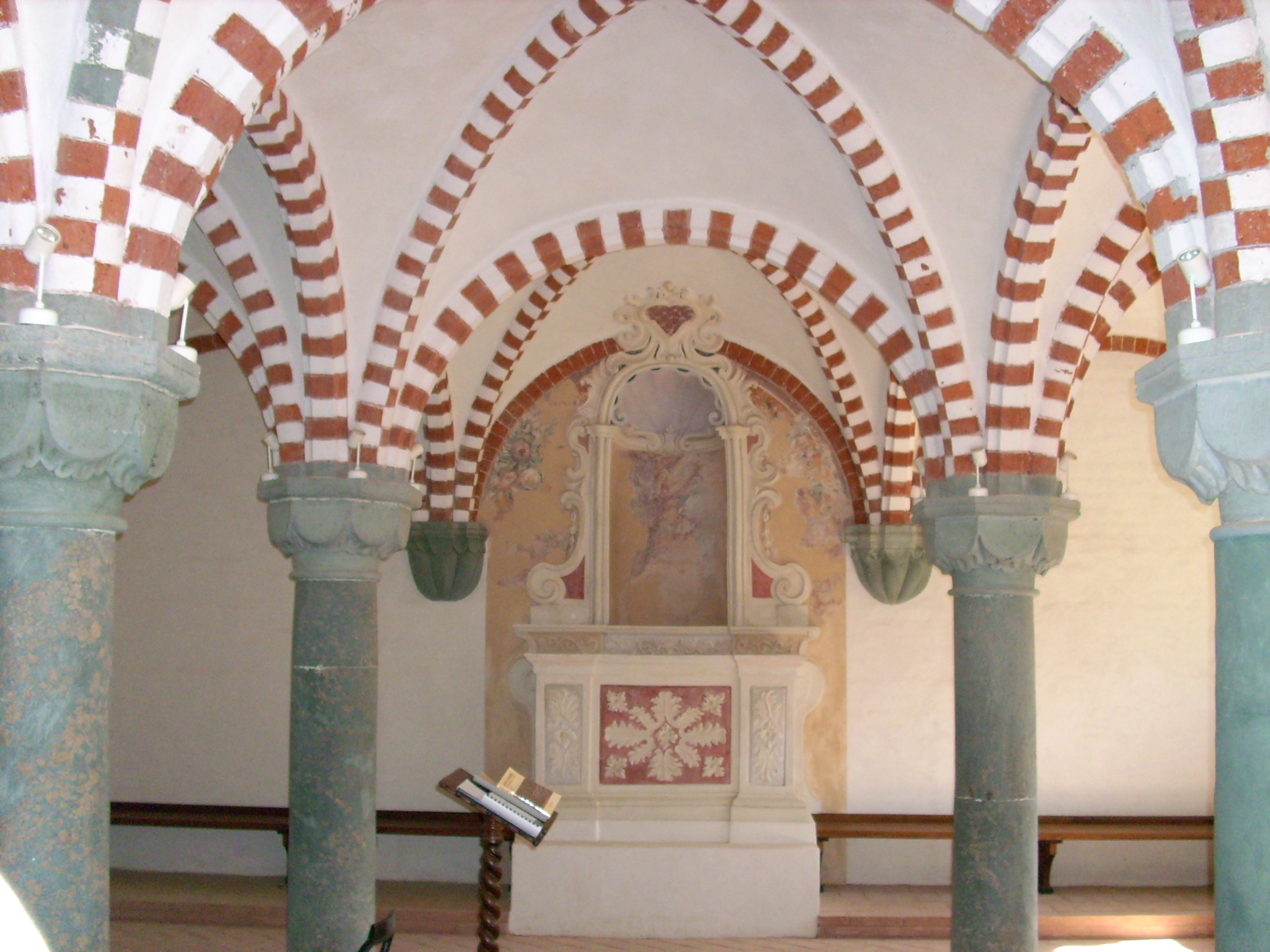
Interno della Sala Capitolare

### Decorazioni interne
Due delle sale più suggestive del complesso sono le sale "Armarium" e "Capitolare", il soffitto delle quali è sostenuto da imponenti colonne caratterizzate da capitelli ottagonali.
La maggior parte degli arredi interni è stata spostata nella chiesa parrocchiale di San Bernardo e Santa Maria Assunta di Casavecchia, tra cui i due antichi confessionali in legno, due acquasantiere a forma di conchiglia sorrette da una testa d’angelo e la croce trilobata, che ora si trova a lato dell’altare maggiore, la quale riporta un giglio di Firenze, che fa pensare ad un ipotetico un dono ai marchesi Raggi da parte della famiglia dei Medici.

### Struttura esterna e dintorni

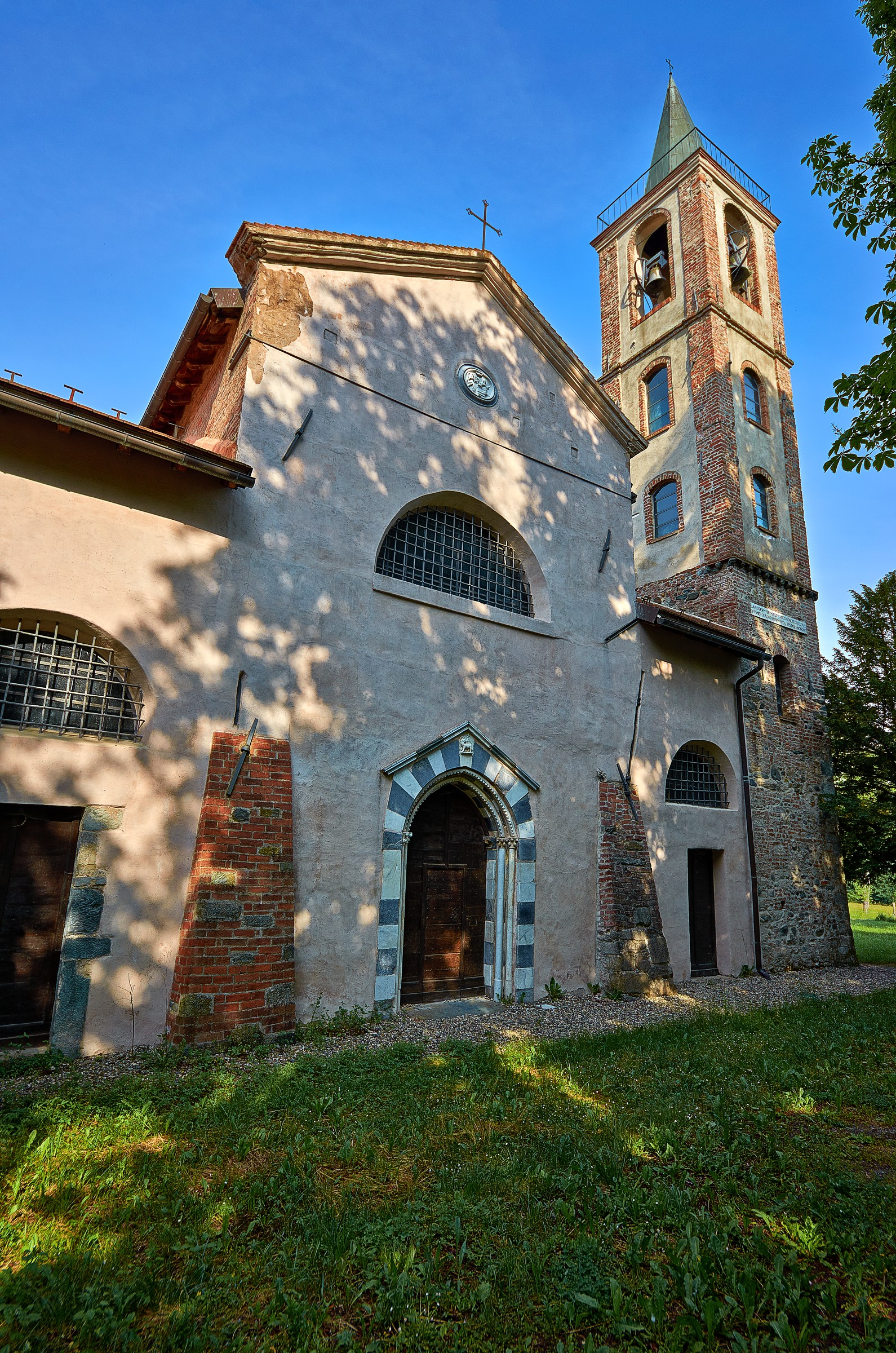
Il lato est della badia

L'abbazia, formata da chiesa e convento, è circondata dal paesaggio suggestivo della val d’Orba, che vede molti platani e cedri secolari nel proprio territorio.
La struttura originale risalente al medioevo è stata completamente stravolta. Quella che un tempo era l’entrata principale della chiesa ora è posta sul lato di ponente della struttura, circondata da un muro di mattoni. L’attuale ingresso si trova sul lato di levante, è composto da una porta con stipiti e arco in conci di pietra bianca e nera, probabilmente provenienti da Genova.
Nonostante i vari rinnovamenti ai quali la badia è stata sottoposta, è ancora possibile scorgere vari simboli. Nelle chiavi di volta, per esempio, spicca il Nodo di Salomone.
Non lontano dalla badia sorge il ponte a cinque arcate che attraversa il fiume Orba. A un estremo del ponte si trova un vecchio rovere, chiamato "quercia di Napoleone", che è stato dichiarato albero monumentale dall'allora Corpo forestale dello Stato. Il nome deriva dall'incisione che forma la lettera "N" sulla corteccia, prova del fatto che il condottiero francese Napoleone Bonaparte passò su quel ponte e lasciò il marchio.

## Parco naturale
Nei vicini dintorni dell’abbazia, si trova un itinerario escursionistico ad anello, ideale per escursionisti e ciclisti. Il percorso si estende sulla piana antistante all’abbazia e ripercorre la fitta rete di sentieri e mulattiere create, in parte, dai monaci. Lungo il percorso è possibile osservare boschi di conifere, radure e castagneti da frutto. Più avanti si passeggia sulle sponde del fiume Orba e se ne possono osservare le suggestive gole da punti rialzati. Il percorso termina con la quercia di Napoleone.
Il parco, inoltre, ospita numerose specie di flora e fauna, che ne alzano il valore a livello di biodiversità. La posizione geografica insolita del parco (sul mare ma con alti rilievi) favorisce la formazione di un clima con frequenti cambiamenti improvvisi e differenze tra territori vicini.